# 高炳临
高炳临，福建光泽人，清朝政治人物。
鄉試中舉。咸丰七年（1857年）至咸丰八年（1858年），擔任利川知县。